# Piper jalapense
Piper jalapense är en pepparväxtart som beskrevs av C. Dc.. Piper jalapense ingår i släktet Piper och familjen pepparväxter. Inga underarter finns listade i Catalogue of Life.